# Highland (Utah)
Pour les articles homonymes, voir Highland.
Highland est une ville américaine située dans le Comté d'Utah dans l’État de l'Utah. En 2010, sa population était de 16 440 habitants.